# Truinàs
Truinas és un municipi francès situat al departament de la Droma i a la regió d'Alvèrnia-Roine-Alps. L'any 2007 tenia 131 habitants.

## Demografia

### Població
El 2007 la població de fet de Truinas era de 131 persones. Hi havia 56 famílies de les quals 16 eren unipersonals (8 homes vivint sols i 8 dones vivint soles), 16 parelles sense fills, 20 parelles amb fills i 4 famílies monoparentals amb fills.
La població ha evolucionat segons el següent gràfic:
Habitants censats

### Habitatges
El 2007 hi havia 87 habitatges, 58 eren l'habitatge principal de la família i 29 eren segones residències. 75 eren cases i 12 eren apartaments. Dels 58 habitatges principals, 41 estaven ocupats pels seus propietaris, 10 estaven llogats i ocupats pels llogaters i 7 estaven cedits a títol gratuït; 5 tenien dues cambres, 14 en tenien tres, 16 en tenien quatre i 23 en tenien cinc o més. 44 habitatges disposaven pel capbaix d'una plaça de pàrquing. A 38 habitatges hi havia un automòbil i a 18 n'hi havia dos o més.

### Piràmide de població
La piràmide de població per edats i sexe el 2009 era:
| Homes | Edats   | Dones |
| ----- | ------- | ----- |
| 0     | 95 o +  | 0     |
| 0     | 90 a 94 | 4     |
| 0     | 85 a 89 | 0     |
| 0     | 80 a 84 | 0     |
| 0     | 75 a 79 | 4     |
| 8     | 70 a 74 | 4     |
| 4     | 65 a 69 | 4     |
| 8     | 60 a 64 | 0     |
| 0     | 55 a 59 | 4     |
| 0     | 50 a 54 | 4     |
| 4     | 45 a 49 | 8     |
| 12    | 40 a 44 | 8     |
| 0     | 35 a 39 | 4     |
| 0     | 30 a 34 | 0     |
| 0     | 25 a 29 | 0     |
| 0     | 20 a 24 | 0     |
| 4     | 15 a 19 | 4     |
| 12    | 10 a 14 | 4     |
| 4     | 5 a 9   | 0     |
| 0     | 0 a 4   | 0     |

## Economia
El 2007 la població en edat de treballar era de 68 persones, 42 eren actives i 26 eren inactives. De les 42 persones actives 39 estaven ocupades (19 homes i 20 dones) i 3 estaven aturades (2 homes i 1 dona). De les 26 persones inactives 4 estaven jubilades, 3 estaven estudiant i 19 estaven classificades com a «altres inactius».

### Ingressos
El 2009 a Truinas hi havia 57 unitats fiscals que integraven 137,5 persones, la mediana anual d'ingressos fiscals per persona era de 14.007 €.

### Activitats econòmiques
Dels 3 establiments que hi havia el 2007, 1 era d'una empresa de construcció, 1 d'una empresa d'hostatgeria i restauració i 1 d'una empresa immobiliària.
L'únic servei als particulars que hi havia el 2009 era una fusteria.
L'any 2000 a Truinas hi havia 16 explotacions agrícoles que ocupaven un total de 378 hectàrees.

## Poblacions més properes
El següent diagrama mostra les poblacions més properes.